# Glomfjord
Glomfjord est une localité du comté de Nordland, en Norvège.

## Géographie
Administrativement, Glomfjord fait partie de la kommune de Meløy.